# Andrew Motion
Sir Andew Motion FRSL (Londres, 26 de outubro de 1952) é um poeta, romancista e biógrafo britânico. De 1999 a 2009, foi nomeado poeta laureado do Reino Unido.